# 5363 Kupka
5363 Kupka eller 1979 UQ är en asteroid i huvudbältet som upptäcktes den 19 oktober 1979 av den tjeckiske astronomen Antonín Mrkos vid Kleť-observatoriet i Tjeckien. Den är uppkallad efter den tjeckisk-franske målaren och tecknaren, František Kupka.